# 斎藤ちはる
斎藤 ちはる（さいとう ちはる、1997年〈平成9年〉2月17日 - ）は、テレビ朝日アナウンサー、元子役、元アイドル。女性アイドルグループ乃木坂46の元メンバー。

## 来歴

### 生い立ち
アメリカンフットボール選手の父と大学でアメリカンフットボール部マネージャーとして出会った母との間に、2人姉妹の長女として誕生。近所の写真館で撮影した七五三の記念写真がモデルとして店頭に飾られたのをきっかけに「子供モデルのようなものが向いているのでは?」と新聞掲載の子供モデル募集に応募し、花王のテレビCMに抜擢されたほか、日本マクドナルドのCM、しまじろうのビデオ、ディズニーの雑誌などで人気子供モデルとして活動。小学校入学を契機に「同級生のお友達をたくさん作りたい」と多忙だったモデルの仕事を辞めて芸能活動から身を引き、学業に専念する。

### 乃木坂46
幼少期にきらびやかな芸能界を垣間見て女優やモデルに憧れを抱き、高校進学を控えて受験勉強中心の生活の中で目にした新アイドルグループ結成のチラシから「中学最後の経験としてオーディションを受けてみたい」と乃木坂46のオーディションに応募。2011年（平成23年）8月21日、3万8934人の応募者の中から36人の第1期メンバーの1人に選出される。モデルのようなルックスと高い歌唱力を活かして活動し、2014年（平成26年）8月には第10弾シングル『何度目の青空か?』で初の選抜入りを果たす。2017年（平成29年）7月には子どもの頃から憧れていた『日立 世界・ふしぎ発見!』（TBSテレビ）のミステリーハンターに抜擢された。
日出高等学校進学後は芸能活動と学業とを両立し、高校卒業後の2015年（平成27年）4月には明治大学文学部文学科へ進学して演劇学を専攻、アメリカ演劇を研究する。
2018年（平成30年）5月20日、静岡県にある富士市文化会館ロゼシアターで行われた乃木坂46『アンダーライブ全国ツアー2018〜 中部シリーズ〜』千秋楽で乃木坂46からの卒業を発表、同日に民放キー局のアナウンサーに入社試験を経て内々定したことが報じられる。同年7月16日、千葉・幕張メッセで行われた握手会で乃木坂46を卒業。

### 学生時代
大学時代にフジテレビアナウンストレーニング講座アナトレに通う。

### テレビ朝日アナウンサー
2019年（平成31年）3月、同大学を卒業。3月1日、一部スポーツ紙記事で同年4月からテレビ朝日にアナウンサーとして入社し『羽鳥慎一モーニングショー』の第2代アシスタントとして起用されることが報じられ、4月1日からテレビ朝日にアナウンサーとして入社し、同日から『羽鳥慎一モーニングショー』において宇賀なつみの後任として第2代アシスタントに就任した。4月1日の入社式に先立って同日朝から出演し、入社式前のアナウンサーの番組デビューはテレビ朝日では初であった。フリーアナウンサー羽鳥慎一のもとで実践を通して進行を学んだ。
2021年（令和3年）7月20日、体調不良で『羽鳥慎一モーニングショー』を欠席。翌日の放送冒頭で、新型コロナウイルスに感染し、しばらく番組を休むことが明らかにされた。同年8月9日から復帰した。欠席期間中の代役は同局の山本雪乃が務めた。
2022年（令和4年）4月1日、『羽鳥慎一モーニングショー』を卒業。同年4月4日から、『グッド!モーニング』の総合司会（メインキャスター）および『ANNニュース』キャスター就任。

## 人物
趣味は一眼レフカメラ（と本人は述べているが実際はミラーレス一眼）での写真撮影、歌うこと、スポーツ観戦。自身の撮影した写真が専門誌「写真ライフ」の表紙に使用されたこともある。父とともに西武ドームで埼玉西武ライオンズの試合を観戦したり、アメリカンフットボールが好きでアメリカのプロアメリカンフットボールリーグ・NFLを観戦するため渡米したこともある。
元サッカー選手でサッカー日本代表（メキシコ五輪代表）ディフェンダーの鈴木良三は大伯父（父方の祖母の兄）にあたる。
タレント活動を行う妹の斎藤まりなとの2ショット画像を、度々自身のInstagramに上げている。
資格、普通自動車免許。

### 乃木坂46
乃木坂46では中学校3年生の時、生田絵梨花・斎藤ちはる・中元日芽香の3人で「中3組」、「いたいこりずみかる中3ほねほね同盟」を結成している。
愛称は、ちーちゃん、ちはるんで乃木坂46のメンバーからそう呼ばれている。

## 作品

### シングル
乃木坂46
- 左胸の勇気（2012年2月22日、SRCL-7900/6） - EAN 4988009051550。
- 乃木坂の詩（2012年2月22日、SRCL-7900/1） - EAN 4988009051550。
- 白い雲にのって（2012年2月22日、SRCL-7906） - EAN 4988009051598。
- 狼に口笛を（2012年5月2日、SRCL-7970/1） - EAN 4988009052267。
- 涙がまだ悲しみだった頃（2012年8月22日、SRCL-8058/9） - EAN 4988009052861。
- 人はなぜ走るのか?（2012年8月22日、SRCL-8060/1） - EAN 4988009052892。
- 春のメロディー（2012年12月19日、SRCL-8205/6） - EAN 4988009056456。
- 13日の金曜日（2013年3月13日、SRCL-8255/6） - EAN 4988009080840。
- 扇風機（2013年7月3日、SRCL-8317/8） - EAN 4988009084732。
- 人間という楽器（2013年7月3日、SRCL-8321） - EAN 4988009084756。
- 初恋の人を今でも（2013年11月27日、SRCL-8427/8） - EAN 4988009087900。
- 生まれたままで（2014年4月2日、SRCL-8524/5） - EAN 4988009092300。
- ここにいる理由（2014年7月9日、SRCL-8567/8） - EAN 4988009094236。
- 何度目の青空か?（2014年10月8日、SRCL-8621/7）[15] - EAN 4988009097251。
- 転がった鐘を鳴らせ!（2014年10月8日、SRCL-8621/2） - EAN 4988009097251。
- 私、起きる。（2014年10月8日、SRCL-8623/4） - EAN 4988009097268。
- 君は僕と会わない方がよかったのかな（2015年3月18日、SRCL-8784/5） - EAN 4988009104591。
- 別れ際、もっと好きになる（2015年7月22日、SRCL-8844/5） - EAN 4988009110790。
- 嫉妬の権利（2015年10月28日、SRCL-8910/6） - EAN 4988009116754。
- 不等号（2016年3月23日、SRCL-9032/3） - EAN 4988009125503。
- シークレットグラフィティー（2016年7月27日、SRCL-9145/6） - EAN 4988009131429。
- ブランコ（2016年11月9日、SRCL-9260/1） - EAN 4547366278873。
- 風船は生きている（2017年3月22日、SRCL-9374/5） - EAN 4547366297539。
- アンダー（2017年8月9日、SRCL-9491/2） - EAN 4547366319163。
- My rule（2017年10月11日、SRCL-9576/7）  - EAN 4547366330335。
- Against（2018年4月25日、SRCL-9782/90） - EAN 4547366354140。
- 新しい世界（2018年4月25日、SRCL-9784/5） - EAN 4547366354157。
- 世界中の隣人よ（2020年5月25日）[注 3]

### アルバム
乃木坂46
- 透明な色（2015年1月7日、SRCL-8662/7） - EAN 4988009099934。
- それぞれの椅子（2016年5月25日、SRCL-9078/86） - EAN 4988009128580。
- 生まれてから初めて見た夢（2017年5月24日、SRCL-9437/44） - EAN 4547366307825。
- 僕だけの君〜Under Super Best〜（2018年1月10日、SRCL-9630/7） - EAN 4547366336214。
- 今が思い出になるまで（2019年4月17日、SRCL-11140/7） - EAN 4547366401325。
- Time flies（2021年12月15日、SRCL-12020/30） - EAN 4547366534184。

### 映像作品
- 斎藤ちはる×榮良太（2012年2月22日） - EAN 4988009051567。
- 斎藤ちはる×大形美佑葵（2012年5月2日） - EAN 4988009052243。
- 斎藤ちはる×池田圭太（2012年8月22日） - EAN 4988009052908。
- 斎藤ちはる（2012年12月19日） - EAN 4988009056432。
- 斎藤ちはる×大橋祥正（2013年3月13日） - EAN 4988009080840。
- 16人のプリンシパル@PARCO劇場ダイジェスト（2013年7月3日） - EAN 4988009084725。
- 初夏の全力! 乃木坂46大運動会（2013年7月3日） - EAN 4988009084732。
- 斎藤ちはる×中島望（2013年11月27日） - EAN 4988009087894。
- 乃木坂46 1ST YEAR BIRTHDAY LIVE 2013.2.22 MAKUHARI MESSE（2014年2月5日） - EAN 4988009090900。
- NOGIBINGO!（2014年3月7日） - EAN 4988021109758。
- Creator's Etude 柳沢翔編（2014年4月2日） - EAN 4988009092294。
- 斎藤ちはる×田口田（2014年7月9日） - EAN 4988009094229。
- NOGIBINGO!2（2014年9月12日） - EAN 4988021299015。
- 斎藤ちはる（2014年10月8日） - EAN 4988009097251。
- 川後陽菜&斎藤ちはる（2015年3月18日） - EAN 4988009104461。
- NOGIBINGO!3（2015年4月24日） - EAN 4988021729635。
- 乃木坂46 2ND YEAR BIRTHDAY LIVE 2014.2.22 YOKOHAMA ARENA（2015年6月17日） - EAN 4988009110134。
- 斎藤ちはる&永島聖羅（2015年7月22日） - EAN 4988009110783。
- NOGIBINGO!4（2015年10月16日） - EAN 4988021729734。
- 斎藤ちはる（2015年10月28日） - EAN 4988009116761。
- 悲しみの忘れ方 Documentary of 乃木坂46（2015年11月18日） - EAN 4988104099327。
- 初森ベマーズ（2016年1月20日） - EAN 4988104099433。
- NOGIBINGO!5（2016年2月19日） - EAN 4988021729871。
- 斎藤ちはる（2016年3月23日） - EAN 4988009125503。
- 乃木坂46 3rd YEAR BIRTHDAY LIVE 2015.2.22 SEIBU DOME（2016年7月6日） - EAN 4988009129518。
- NOGIBINGO!6（2016年9月30日） - EAN 4988021714662。
- 乃木坂46 4th YEAR BIRTHDAY LIVE 2016.8.28-30 JINGU STADIUM（2017年6月28日） - EAN 4547366310580。
- NOGIBINGO!7（2017年8月4日） - EAN 4988021146081。
- NOGIBINGO!8（2018年3月16日） - EAN 4988021146821。
- 乃木坂46 5th YEAR BIRTHDAY LIVE 2017.2.20-22 SAITAMA SUPER ARENA（2018年3月28日） - EAN 4547366344523。
- 乃木坂46 真夏の全国ツアー2017 FINAL! IN TOKYO DOME（2018年7月11日） - EAN 4547366363999。
- NOGIBINGO!9（2018年10月19日） - EAN 4988021147392。
- 乃木坂46 6th YEAR BIRTHDAY LIVE 2018.07.06-08 JINGU STADIUM&CHICHIBUNOMIYA RUGBY STADIUM（2019年7月3日） - EAN 4547366411270。
- いつのまにか、ここにいる Documentary of 乃木坂46（2019年12月25日） - EAN 4988104123695。

## 出演

### テレビ
報道・情報ワイドショー番組
| 期間           | 期間           | 番組名                                 | 役職                                                                                        | 備考 |
| -------------- | -------------- | -------------------------------------- | ------------------------------------------------------------------------------------------- | --- |
| 2019年4月      | 2022年3月      | 羽鳥慎一モーニングショー（テレビ朝日） | アシスタント                                                                                | 同局入社初日からアナウンサーとして出演                                                                                              |
| 2022年4月      | 現在           | グッド!モーニング（テレビ朝日）        | 総合司会                                                                                    | 上記と同様同局アナウンサーとして出演、また、2023年6月までは内包番組の『ANNニュース』を兼務                                          |
| 2022年7月1日   | 2022年7月1日   | タモリステーション（テレビ朝日）       | 第3回『〜タモリ、カーリングを勉強する。〜』進行役                                           | 同局アナウンサーとして不定期出演、第3・10回はゴールデンタイムにて放送し、第4回は日曜日夕方にて『スーパーJチャンネル』を休止して放送 |
| 2022年11月27日 | 2022年11月27日 | タモリステーション（テレビ朝日）       | 第4回『〜日本サッカー運命の大一番! 絶対に負けられないFIFAワールドカップ決戦直前SP〜』進行役 | 同局アナウンサーとして不定期出演、第3・10回はゴールデンタイムにて放送し、第4回は日曜日夕方にて『スーパーJチャンネル』を休止して放送 |
| 2024年3月23日  | 2024年3月23日  | タモリステーション（テレビ朝日）       | 第10回『MLB開幕!日本人選手大追跡SP〜大谷翔平・山本由伸・ドジャース徹底解剖〜』進行役        | 同局アナウンサーとして不定期出演、第3・10回はゴールデンタイムにて放送し、第4回は日曜日夕方にて『スーパーJチャンネル』を休止して放送 |

バラエティ番組・その他
- 関ジャム 完全燃SHOW（2019年9月29日 - 2021年9月）アシスタント（不定期）
- ロンドンハーツ（2019年10月15日 - 22日、テレビ朝日）「ロンハースポーツテスト2019」出場者
- 乃木坂46 鈴木絢音の「そら気分～ヒコーキに会いたい！！」（2019年11月24日、テレ朝チャンネル1）ナレーション[45]
- 斎藤ちはる「学びのココロ」〜ニッポン伝統探し旅〜（2020年3月29日、テレ朝チャンネル1）旅人[46]
- 林修の今でしょ!講座→林修のレッスン!今でしょ→林修の今、知りたいでしょ!（2020年4月7日 - 、テレビ朝日）副担任・進行[47]
- 逃亡者（2020年12月5日 - 6日、テレビ朝日）本人 役
- ナニコレ珍百景（2021年4月4日 - 、テレビ朝日）進行[48]
- テラサってる?（2022年4月 - 、テレビ朝日）
- ハマスカ放送部（2024年1月9日、テレビ朝日）番組MC・齋藤飛鳥欠席時の代演[注 4]

### 舞台
- じょしらく弐 〜時かけそば〜（2016年5月13日 - 14日・18日 - 19日・22日、AiiA 2.5 Theater Tokyo）暗落亭苦来 役[50][51]

## その他
- 一日警察署長 亀有警察署（2018年12月15日）[52]
- 写真ライフ2021年冬号 斎藤ちはるアナ撮影の写真が表紙を飾る[53][54]。
- 私の東京物語（連載、東京新聞、2023年3月 - 全10回）[55]

## 同期入社
- 下村彩里
- 仁科健吾
- 布施宏倖